# Adrian von Bubenberg
Adrian von Bubenberg, švicarski vitez, general in politik, * 1434, Bern, † 1479, Bern.
Adrian von Bubenberg je bil župan Berna v letih 1473−1474 in 1477-1479.